# MetaMask
MetaMask es un software de criptomoneda que se instala como extensión de un navegador web. Es uno de los monederos virtuales más populares para interactuar con blockchains compatibles con la red Ethereum y con otras importantes redes de blockchain.

## Características
Permite a los usuarios almacenar y administrar claves, transmitir transacciones, enviar y recibir criptomonedas y tokens basados en la plataforma Ethereum, y conectarse de forma segura a aplicaciones descentralizadas a través de un navegador web compatible o el mismo navegador integrado de la aplicación móvil. .

## Cifras de uso
En septiembre de 2020, la extensión del navegador de MetaMask tenía aproximadamente 400.000 usuarios, según Bloomberg News.

## Historia
MetaMask fue desarrollado en 2016 por ConsenSys, una empresa de software especializada en tecnologías Blockchain, con un enfoque particular en herramientas e infraestructura para el ecosistema de Ethereum.
Hasta 2019, MetaMask estuvo disponible únicamente como una extensión de navegador para Google Chrome y Mozilla Firefox. Su creciente popularidad, junto con la ausencia de una versión oficial para dispositivos móviles, facilitó la proliferación de aplicaciones maliciosas que se hacían pasar por MetaMask en plataformas como Chrome Web Store y Google Play.
En una ocasión, Google Play eliminó por error la aplicación oficial de MetaMask en fase beta, aunque revocó la medida el 1 de enero de 2020, tras una revisión del caso.
A partir de 2019, MetaMask inició pruebas cerradas de su aplicación móvil, las cuales culminaron con su lanzamiento oficial para dispositivos iOS y Android en septiembre de 2020.

## Crítica
Si bien MetaMask y otras aplicaciones centradas en Web 3.0 tienen como objetivo descentralizar el control sobre los datos personales y aumentar la privacidad del usuario, algunos investigadores han señalado como defecto fundamental las potenciales deficiencias de MetaMask para garantizar dicha privacidad. Metamask podría ser vulnerable a técnicas de cibervigilancia y permitir que se flitre información personal a redes de minería de datos y rastreadores web.
La aplicación web se ha vuelto polémica en varias ocasiones porque varios usuarios han reportado que su cuenta ha sido hackeada, aunque algunos usuarios argumentan que se trata de un método de ingeniería social y no de una falla de seguridad en el software. Esto quiere decir que los usuarios han sido engañados con enlaces y páginas apócrifas que simulan ser sitios de confianza.